# Karl Eggestein
Karl Eggestein (geb. 11. Januar 1963 in Hannover) ist ein ehemaliger deutscher Fußballspieler.

## Aktive Laufbahn als Fußballer
Eggestein spielte seit der Jugend bis zu seinem Karriereende 1992 für den TSV Havelse. Der Abwehrspieler kam in der Saison 1990/91 36 Mal in Spielen der Zweiten Bundesliga – jeweils von Trainer Karl-Heinz Mrosko in die Startelf berufen – zum Einsatz.

## Privates
Karl Eggestein hat zwei Söhne und eine Tochter. Die Söhne Maximilian und Johannes sind selbst Fußballprofis.

## Erfolge
- 1990 Aufstieg in die 2. Fußball-Bundesliga